# Адольф III (граф Гольштейна)
Адольф III (нем. Adolf III; 1160 — 3 января 1225) — граф Шауэнбурга с 1164 года и граф Гольштейна в 1164—1203 годах. Единственный сын Адольфа II.

## Биография
Наследовал отцу в 1164 году. До совершеннолетия находился под опекой матери — Мехтильды Шварцбург-Кёфернбургской, дочери графа Сиццо III.
В начале своего самостоятельного правления Адольф III поддерживал Генриха Льва, вместе с ним участвовал в войне с кёльнским архиепископом Филиппом фон Хейнсбергом и в битве при Халерфельде (1 августа 1180 года). Получил от Генриха Льва земли на Среднем Везере, составившие основу графства Шауэнбург (Шаумбург).
В конце 1180 года перешел на сторону императора Фридриха Барбароссы, за что был изгнан из Гольштейна. После падения Генриха Льва получил назад все утраченные владения.
В 1189 году вместе с императором Адольф III отправился в Третий крестовый поход, доплыл до Тира, но в августе 1190 года вернулся в Гольштейн, узнав о возвращении Генриха Льва из ссылки.
Правление Адольфа совпало с временем датской экспансии. В 1201 году в битве при Стеллау он потерпел поражение от датского короля Вальдемара II и вскоре попал в плен. Чтобы выйти на свободу, Адольф в 1203 году был вынужден уступить Дании Шлезвиг. В его владении осталось только графство Шауэнбург.
В 1224 году уступил епископу Мюндена Конраду фон Рюденбергу права фогства в аббатстве Веннигсен (по его просьбе).

## Брак и дети
Адольф III в 1182 году женился на Адельгейде фон Ассель (ум. 1185). Вторым браком он был женат на Адельгейде Квертфуртской, дочери графа Бурхарда III Кверфуртского У него было пятеро детей:
- Адольф IV
- Конрад
- Бруно фон Шауэнбург, епископ Оломоуцкий
- Мехтильда
- Маргарита.